# Das Wort (Exilzeitschrift)

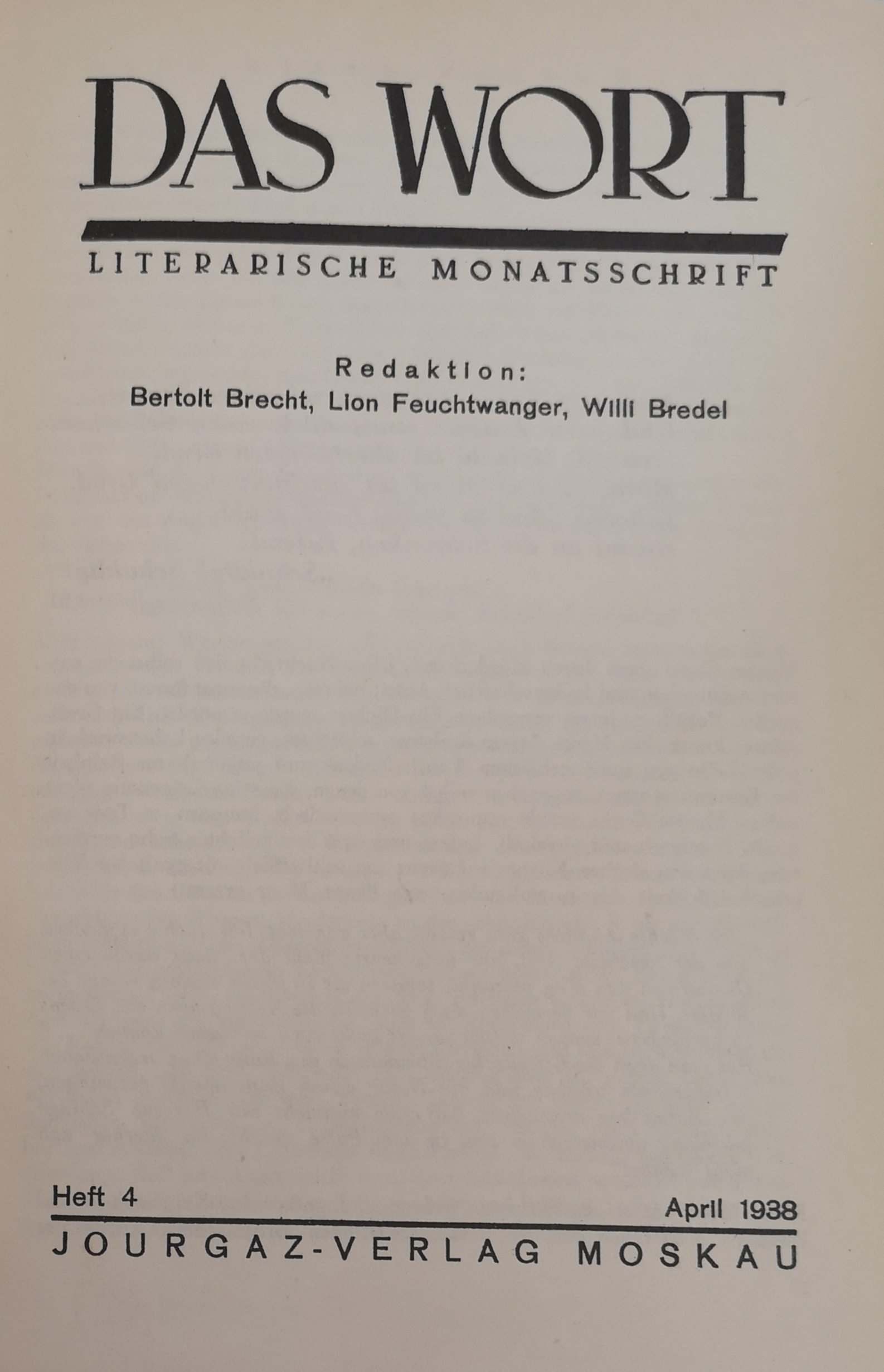
Das Wort 4, April 1938

Das Wort. Literarische Monatsschrift war eine deutsche literarische Exilzeitschrift.
Sie erschien ab Juli 1936 monatlich im Jourgaz-Verlag in Moskau, ab Juli 1938 bis zum Ende des Erscheinens im März 1939 im Verlag Meshdunarodnaja Kniga ebenda. Herausgeber der Zeitschrift waren Bertolt Brecht, Lion Feuchtwanger und Willi Bredel, Chefredakteur war Fritz Erpenbeck.
Die Gründung der Zeitschrift wurde 1935 auf dem ersten Internationalen Schriftstellerkongress zur Verteidigung der Kultur angeregt. Nachdem durch die Expansion des Deutschen Reiches der Zeitschrift Absatzgebiete im deutschsprachigen Ausland verloren gegangen waren, wurde sie mit der Zeitschrift Internationale Blätter zusammengelegt.
Mitarbeiter waren unter anderen: Johannes R. Becher, Klara Blum, Schalom Ben-Chorin, Walter Benjamin, Ernst Bloch, Max Brod, Alfred Döblin, Louis Fürnberg, Oskar Maria Graf, Walter Haenisch, Stefan Heym, Hugo Huppert, Alfred Kerr, Egon Erwin Kisch, Alfred Kurella, Rudolf Leonhard, Georg Lukács, Heinrich Mann, Klaus Mann, Thomas Mann, Ludwig Marcuse, Martin Andersen Nexø, Balder Olden, Theodor Plivier, Ludwig Renn, Anna Seghers, Ernst Toller, Herwarth Walden, Erich Weinert, F. C. Weiskopf, Paul Westheim, Ernst Wiechert, Arnold Zweig, Stefan Zweig.